# Club Deportivo Ourense
Il Club Deportivo Ourense è stata una società calcistica con sede presso Ourense, in Galizia, in Spagna.

## Tornei nazionali
- 1ª División: 0 stagioni
- 2ª División: 13 stagioni
- 2ª División B: 24 stagioni
- 3ª División: 24 stagioni

## Stagioni
| Stagioni | Categoria | Posizione |
| -------- | --------- | --------- |
| 1953/54  | 3ª        | 15°       |
| 1954/55  | 3ª        | 4°        |
| 1955/56  | 3ª        | 1°        |
| 1956/57  | 3ª        | 1°        |
| 1957/58  | 3ª        | 2°        |
| 1958/59  | 3ª        | 1°        |
| 1959/60  | 2ª        | 3°        |
| 1960/61  | 2ª        | 4°        |
| 1961/62  | 2ª        | 3°        |
| 1962/63  | 2ª        | 7°        |
| 1963/64  | 2ª        | 8°        |
| 1964/65  | 2ª        | 15°       |
| 1965/66  | 3ª        | 2°        |
| 1966/67  | 3ª        | 1°        |
| 1967/68  | 3ª        | 1°        |
| 1968/69  | 3ª        | 1°        |
| 1969/70  | 2ª        | 20°       |
| 1970/71  | 3ª        | 2°        |
| 1971/72  | 3ª        | 3°        |
| 1972/73  | 3ª        | 1°        |

| Stagioni | Categoria | Posizione |
| -------- | --------- | --------- |
| 1973/74  | 2ª        | 12°       |
| 1974/75  | 2ª        | 18°       |
| 1975/76  | 3ª        | 5°        |
| 1976/77  | 3ª        | 2°        |
| 1977/78  | 2ªB       | 3°        |
| 1978/79  | 2ªB       | 8°        |
| 1979/80  | 2ªB       | 19°       |
| 1980/81  | 3ª        | 5°        |
| 1981/82  | 3ª        | 2°        |
| 1982/83  | 3ª        | 3°        |
| 1983/84  | 3ª        | 2°        |
| 1984/85  | 3ª        | 2°        |
| 1985/86  | 2ªB       | 6°        |
| 1986/87  | 2ªB       | 13°       |
| 1987/88  | 2ªB       | 3°        |
| 1988/89  | 2ªB       | 3°        |
| 1989/90  | 2ªB       | 13°       |
| 1990/91  | 2ªB       | 7°        |
| 1991/92  | 2ªB       | 5°        |
| 1992/93  | 2ªB       | 5°        |

| Stagioni | Categoria | Posizione |
| -------- | --------- | --------- |
| 1993/94  | 2ªB       | 3°        |
| 1994/95  | 2ª        | 20°       |
| 1995/96  | 2ªB       | 3°        |
| 1996/97  | 2ª        | 15°       |
| 1997/98  | 2ª        | 16°       |
| 1998/99  | 2ª        | 22°       |
| 1999/00  | 2ªB       | 2°        |
| 2000/01  | 2ªB       | 2°        |
| 2001/02  | 2ªB       | 11°       |
| 2002/03  | 2ªB       | 9°        |
| 2003/04  | 2ªB       | 4°        |
| 2004/05  | 2ªB       | 9°        |
| 2005/06  | 2ªB       | 14°       |
| 2006/07  | 2ªB       | 15°       |
| 2007/08  | 2ªB       | 17°       |
| 2008/09  | 3ª        | 3°        |

| Stagioni | Categoria | Posizione |
| -------- | --------- | --------- |
| 2009/10  | 3ª        | 3°        |
| 2010/11  | 3ª        | 3°        |
| 2011/12  | 3ª        | 1°        |
| 2012/13  | 2ªB       | —         |

## Palmarès

### Competizioni nazionali
- Copa Federación de España: 2

2007-2008, 2013-2014

### Altri piazzamenti
- Segunda División:

Terzo posto: 1959-1960 (gruppo I), 1961-1962 (gruppo I)
- Segunda División B:

Secondo posto: 1993-1994 (gruppo I), 1999-2000 (gruppo I), 2000-2001 (gruppo I)
Terzo posto: 1977-1978 (gruppo I), 1987-1988 (gruppo I), 1988-1989 (gruppo I), 1995-1996 (gruppo I)
- Copa Federación de España:

Semifinalista: 2008-2009